# Dorothée Wyss
Pour les articles homonymes, voir Wyss.
Dorothea Wyss, née vers 1431 et morte à une date indéterminée de la fin du XVe siècle ou du début du XVIe siècle postérieure à l'année 1487, également connue sous le nom de Dorothea von Flüe, est l'épouse de Nicolas de Flüe, le saint patron de la Suisse.

## Biographie

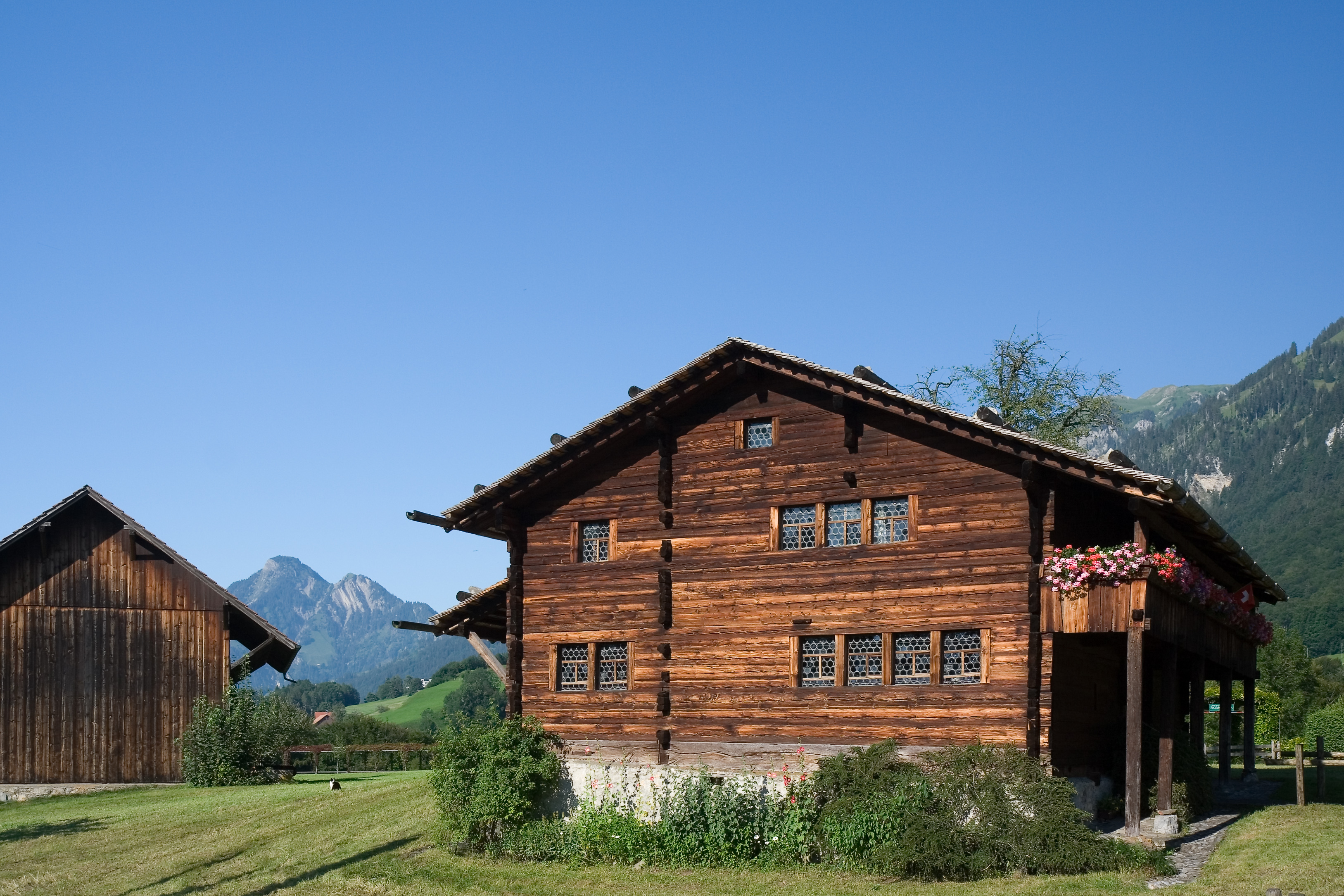
La maison de Dorothée et Nicolas de Flüe à Flüeli-Ranft.

Dorothée Wyss est née probablement en 1431 dans le canton d'Obwald, l'un des huit cantons de la Suisse du XVe siècle. On sait peu de choses de sa famille, qui était probablement aisée et vivait de l'agriculture. En 1446, à l'âge de 15 ans, elle épouse Nicolas de Flüe lui même alors dans sa trentième année. Celui-ci est souvent absent en raison de ses charges de conseiller, mais aussi en tant qu'officier pendant les guerres suisses des années 1440.
Au bout de vingt ans de mariage, ayant donné naissance à dix enfants, elle se voit menacée d'abandon par son mari qui prétend que « Dieu l'appelle ». Dorothée rejette d'abord la demande de son mari. Kläusli, le plus jeune enfant, est né quelques mois auparavant. Peu à peu, cependant, elle adhère à la vocation de son mari et finit par lui accorder son consentement. Le 16 octobre 1467, Nicolas de Flüe quitte sa famille pour un pèlerinage. Bientôt, guidé par des visions, il rebrousse chemin et s'installe au Ranftschlucht, dans les gorges de la Melchaa, à deux pas de la maison familiale. Dorothée est désormais responsable de la maison, de la ferme et de sa famille. Elle prend en charge les tâches familiales de son mari et de l'éducation des plus jeunes, tandis que ses deux fils aînés, Hans et Walther, gèrent la ferme.
Dorothée descendait occasionnellement à l'ermitage de Bruder Klaus (nom alors populaire de von Flüe) pour parler avec lui des affaires domestiques ou de l'éducation des enfants. Elle est personnellement convaincue que son mari a trouvé la paix intérieure. Elle est présente à la mort de son mari en 1487. Elle-même mourra à Sachseln.
Dorothée a permis à son mari de quitter leur famille et de mener une vie d'ermite, mais les sources contemporaines ne fournissent que des données rudimentaires. En 1488, elle est décrite dans la plus ancienne biographie de Bruder Klaus comme une femme dévote et extrêmement pieuse. Son prénom est mentionné pour la première fois en 1501, et vers 1529, son nom de famille au féminin Wyssin est mentionné pour la première fois.